# 카린 (프로게이머)
카린(본명: 정수종, 1995년 1월 29일 ~ )은 대한민국의 전직 리그 오브 레전드 프로게이머이다. 선수 시절 포지션은 정글라이너였으며 아이디는 Karin을 사용했다.

## 선수 시절
2014년 2월부터 2014년 5월까지 빅파일 아모르에 소속되어 활동했다.
2015년, 에버8 위너스에 입단했다. 스프링 시즌 팀의 챌린저스 1차대회 준우승에 기여했다.
2016년, 2144 단무 게이밍에 입단했다. 팀의 주전으로 활동하면서 2017 스프링 시즌 이후 팀의 승격에 기여했다. 
2018년 12월, 팀에서 퇴단했으며 현역 은퇴를 선언했다.

## 수상 내역
- 리그 오브 레전드 챌린저스 코리아 스프링 2015 1차 토너먼트 준우승